# Jorge da Costa
Jorge da Costa (Alpedrinha (Portugal), 1406 – Rome, 18 september 1508) was een Portugese kardinaal.

## Biografie
Da Costa was de zoon van Martin Vaz en Catherina Gonçalves da Costa, een arme familie. Zijn beide broers, Martinho en Jorge, zouden evenals hun broer een kerkelijke functie bekleden, respectievelijk als aartsbisschop van Lissabon en aartsbisschop van Braga; deze benoemingen hadden zij te danken aan hun broer, die van beide ambten afstand deed ten gunste van zijn broers.
Evenals zijn broers studeerde Jorge aan de universiteit van Parijs. Bij zijn terugkeer in Portugal werd hij kapelaan en biechtvader van de infanta Catharina, dochter van koning Alfons V. Zij trad toe als non tot de orde der Clarissen. Tevens werd hij de biechtvader van de koning zelf die hem benoemde tot ambassadeur van Portugal aan het Koninklijke hof in Castilië. In die hoedanigheid werd zijn diplomatieke vaardigheid ingezet om de vrede tussen beide koninkrijken te bewerkstelligen.
Na verschillende kerkelijke benoemingen (zie “kerkelijke functies”) werd hij op 18 december 1476 op verzoek van de Portugese koning verheven tot kardinaal. Als kardinaal-priester zou hij diverse titelkerken toegewezen krijgen.
Door meningsverschillen met de troonopvolger, de latere koning Johan II, verliet de kardinaal Portugal na de dood van Alfons V en verhuisde naar Rome. Namens de paus werd hij op 19 maart 1484 naar Venetië gestuurd als pauselijk legaat a latere, met als doel vrede in de Italiaanse gebieden te bewerkstelligen. Hij zou nooit in Venetië aankomen, maar keerde terug naar Rome om daar deel te nemen aan het conclaaf waarbij paus Innocentius VIII werd gekozen (1484).
Da Costa's naam werd genoemd als een van de kardinalen die de Heilige Lans van Narni begeleidde naar Rome. Deze lans werd als gift door sultan Bayezid II aan de paus geschonken als dank voor zijn steun in het in gevangenschap houden van de broer van de sultan.
Jorge da Costa was een van de rijkste kardinalen van zijn tijd; zijn inkomsten wendde hij onder meer aan voor steun aan de beeldende kunsten.
Op 18 september 1508 overleed Jorge da Costa, op de respectabele leeftijd van 101 jaar. Hij werd begraven in een speciaal ontworpen kapel (Santa Catalina) gebouwd aan de Santa Maria del Popolo. De fresco’s werden vervaardigd door Pinturicchio.

## Kerkelijke functies
| Titel                                                                      | Periode                            |
| -------------------------------------------------------------------------- | ---------------------------------- |
| Bisschop van Évora                                                         | 6 maart 1463 – 26 november 1464    |
| Aartsbisschop van Lissabon                                                 | 26 november 1464 – 28 juni 1500    |
| Kardinaal-priester van Santi Pietro e Marcellino                           | 18 december 1476 – 8 november 1484 |
| Kardinaal-priester van Santa Maria in Trastevere                           | 8 november 1484 – 15 oktober 1489  |
| Camerlengo                                                                 | 11 januari 1486 – januari 1487     |
| Aartsbisschop van Braga                                                    | 1486 - 1488                        |
| Kardinaal-priester van San Lorenzo in Lucina                               | 15 oktober 1489 – 10 oktober 1491  |
| Kardinaal-bisschop van Albano                                              | 10 oktober 1491 – 14 mei 1501      |
| Kardinaal-bisschop van Frascati                                            | 14 mei 1501 – 10 april 1503        |
| Kardinaal-bisschop van Porto en Santa Rufina                               | 10 april 1503 – 18 september 1508  |
| Bisschop van Visu                                                          | januari 1505 – juni 1505           |
| In commendam                                                               |                                    |
| Santa Maria de Alcobaça, aartsbisdom van Lissabon (1475-1488 en 1493-1505) |                                    |
| Klooster van Tarauca, Lamego                                               |                                    |
| Bisdom Genua (1495-1496)                                                   |                                    |
| Klooster van São Miguel de Fojas, aartsbisdom van Braga                    |                                    |
| Klooster van Santa Maria de Pomberto, aartsbisdom van Braga                |                                    |

- Bibliothèque nationale de France: cb12350582j (data)
- Gemeinsame Normdatei: 119357674
- International Standard Name Identifier: 0000 0000 1093 5951
- Library of Congress Control Number: no2006077751
- Système universitaire de documentation: 032484909
- Virtual International Authority File: 10654370
- WorldCat: E39PBJdrGHJ8CrtyYrjccxQH4q